# Nohora Tovar
Nohora Stella Tovar Rey (Villavicencio, Colombia, 21 de septiembre de 1966 - San Luis de Gaceno, Boyacá, 19 de julio de 2023) fue una política y administradora de empresas colombiana.

## Biografía
Nació en Villavicencio. Estudió administración de empresas de la Universidad San Martín, con especialización de desarrollo de habilidades gerenciales en la Pontificia Universidad Javeriana. Fue secuestrada en el 2000 por la guerrilla de las FARC durante cuatro meses. Entre 2001 y 2005 fue directora de FENALCO seccional Meta. En el 2011 aspiró a la alcaldía de Villavicencio avalada por el movimiento Autoridades Indígenas de Colombia obteniendo 8.813 votos en la cual no alcanzó para el cargo.
En 2011 se desempeñó como gerente del Plan de Alimentación CASABE seccional Meta. En 2012 fue nombrada Presidenta Ejecutiva de la Sociedad de Mejoras Públicas y en el 2013 Gerente general de la Distribuidora Chrysler. En las Elecciones legislativas de Colombia de 2014 fue elegida Senadora de la República por el partido Centro Democrático, lista cerrada presentada por el expresidente Álvaro Uribe hasta el 2018. Entre 2018 y 2019 fue embajadora de Colombia en República Dominicana durante la presidencia de Iván Duque.

## Fallecimiento
El 19 de julio de 2023, sobre las 8:00 a. m. la exsenadora se dirigía en una avioneta Cessna T210N de matrícula HK5138 desde Villavicencio con destino al aeropuerto de Guaymaral, ubicado cerca a Bogotá. El objetivo del viaje era asistir a una reunión en la capital colombiana con el expresidente Álvaro Uribe. La aeronave se precipitó a tierra dejando un saldo de seis personas fallecidas, entre ellas la exsenadora y su esposo.